# Šalhevet (Sinaj)
Šalhevet (hebrejsky: שלהבת, anglicky: Shalhevet) byla izraelská osada nacházející se na Sinajském poloostrově, na jeho západním pobřeží, při Suezském zálivu v prostoru egyptské vesnice Abu Rudeis.

## Dějiny
V roce 1967 byla celá oblast Sinajského poloostrova během Šestidenní války dobyta izraelskou armádou. Osada Šalhevet byla založena v roce 1971 jako součást projektu izraelské těžařské firmy Israel Petroleum Company, která využívala zdejší ropné ložisko. Po Jomkipurské válce byla v procesu odpoutávání egyptských a izraelských sil vrácena velká část pobřeží Suezského zálivu pod částečnou epytskou svrchovanost. K 1. prosinci 1975 tak byla oblast ropného pole Abu Rudeis včetně izraelské osady Šalhevet předána Egyptu. Na místě zrušené osady se nyní rozkládá egyptské sídlo Abu Rudeis.